# البطولات الفرنسية 1958 (كرة مضرب)
قائمة ببطولات دورة رولان غاروس الدولية لعام 1958 (المعروفة الآن بدورة رولان غاروس) :

## الكبار

### فردي رجال
ميرفاين روز هزم  لويس أيالا، النتيجة: 6-3 6-4 6-4

### فردي سيدات
سوزي كورموكزي هزمت  شيرلي بلومر، النتيجة: 6-4 1-6 6-2